# Pamela Courson

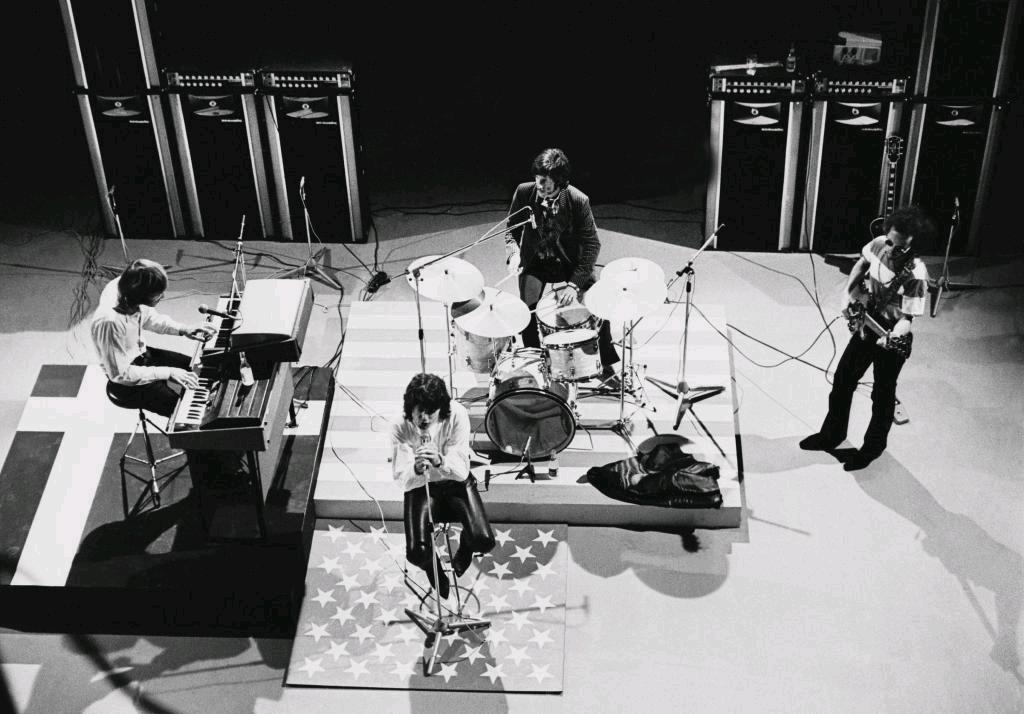
The Doors 1968

Pamela Susan Courson (* 22. Dezember 1946 in Weed, Kalifornien; † 25. April 1974 in Los Angeles, Kalifornien) war ein US-amerikanisches Model. Sie arbeitete auch als Modehändlerin und wurde bekannt als Lebensgefährtin von Jim Morrison, dem Sänger der Rockband The Doors.

## Leben
Courson war die Tochter von Columbus Brimer Courson (1918–2008) und Pearl Courson (1923–2014). Ihr Vater diente in der United States Navy, bevor er Rektor der Junior High School in Villa Park, Kalifornien, wurde. Ihre Mutter war Innenarchitektin. Courson hatte eine Schwester mit Namen Judith, die 2018 verstorben ist.
Courson besuchte zwischen 1960 und 1963 die High School in Orange. Anschließend wechselte sie zur Capistrano Union High School südlich von Orange. Später zog sie nach Los Angeles und nahm Kunstunterricht am Los Angeles City College. Daneben arbeitete sie als Model und war Covergirl mehrerer Zeitschriften. 1966 lernte sie die Musiker der Rockband The Doors kennen, als diese im Club „The London Fog“ am Sunset Strip regelmäßig auftraten. Bald kamen sich Courson und Jim Morrison näher und wurden ein Paar.

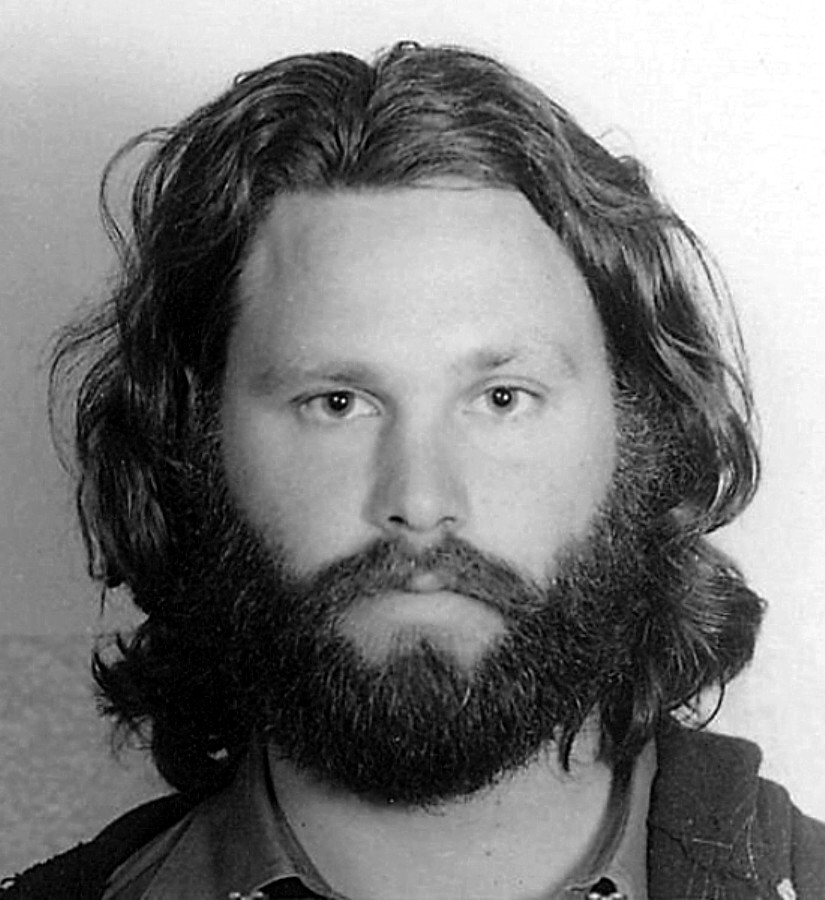
Jim Morrison 1970

Anfang 1967 bezogen Courson und Morrison eine gemeinsame Wohnung am Rothdell Trail in Laurel Canyon und nannten ihr Zuhause „The Love Street House“. In dieser Gegend wohnten auch andere Stars der Musikszene wie David Crosby, John und Michelle Phillips, Cass Elliot und Frank Zappa. Nach Aussage von Courson sprachen sie über eine mögliche Heirat, aber Morrison und seine Manager seien der Meinung gewesen, dass dies eine nachteilige Wirkung auf sein Image haben könnte. Jedenfalls nahm Courson später in ihrer Beziehung den Namen Morrison an. Jim Morrison widmete Courson zahlreiche Gedichte sowie Lieder wie „Love Street“ von der LP Waiting for the Sun. Gemeinsam konsumierten sie psychotrope Substanzen wie LSD, Amphetamine und Mescalin.
1968 lernte Courson den Schauspieler Christopher Jones kennen. Sie waren im Sommer 1968 für kurze Zeit zusammen. Im Herbst 1968 begleitete Courson die Doors nach London. Courson und Morrison bezogen dort eine möblierte Wohnung am Londoner Eton Square im Stadtteil Belgravia. Zurück in den Staaten traf sich Courson wieder mit Jones, beendete aber die Beziehung endgültig und versöhnte sich wieder mit Morrison. Von 1969 bis 1971 betrieb Courson am La Cienega Boulevard 947 in West Hollywood eine Modeboutique mit Namen „Themis“, wobei sie von Morrison finanziell unterstützt wurde. 1969 produzierte Edmund Teske eine Fotoserie, die Courson und Morrison im Bronson Canyon in den Hollywood Hills zeigt.

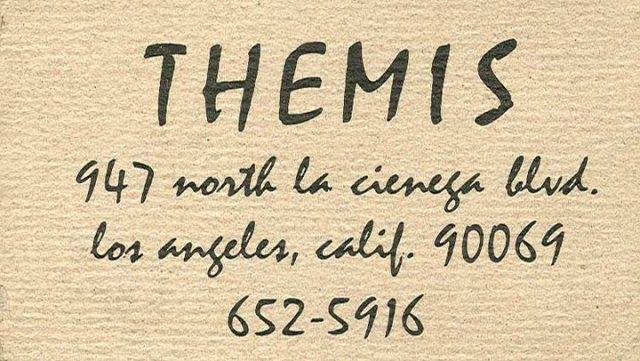
Businesskarte von Themis

Im März 1971 zogen Courson und Morrison nach Paris, wo sich Morrison eine Auszeit nehmen wollte. Sie wohnten zunächst im Luxus-Hotel George V. Bald darauf zogen sie als Untermieter in die Wohnung des Models Elisabeth Larivière in der Rue Beautreillis 17 im Stadtteil Marais. Später unternahmen sie Reisen nach Südfrankreich, Korsika, Spanien und Marokko. Anfang Mai kam das Paar zurück nach Paris und bezog wieder die Wohnung in der Rue Beautreillis 17. Schon bevor Morrison und Courson nach Paris gekommen waren, hatte Courson mit Heroin experimentiert. In Frankreich intensivierte sie ihren Konsum. Morrison versuchte sich von seiner Alkoholsucht zu befreien und schnupfte Heroin gegen seine ausgeprägten Atembeschwerden. 

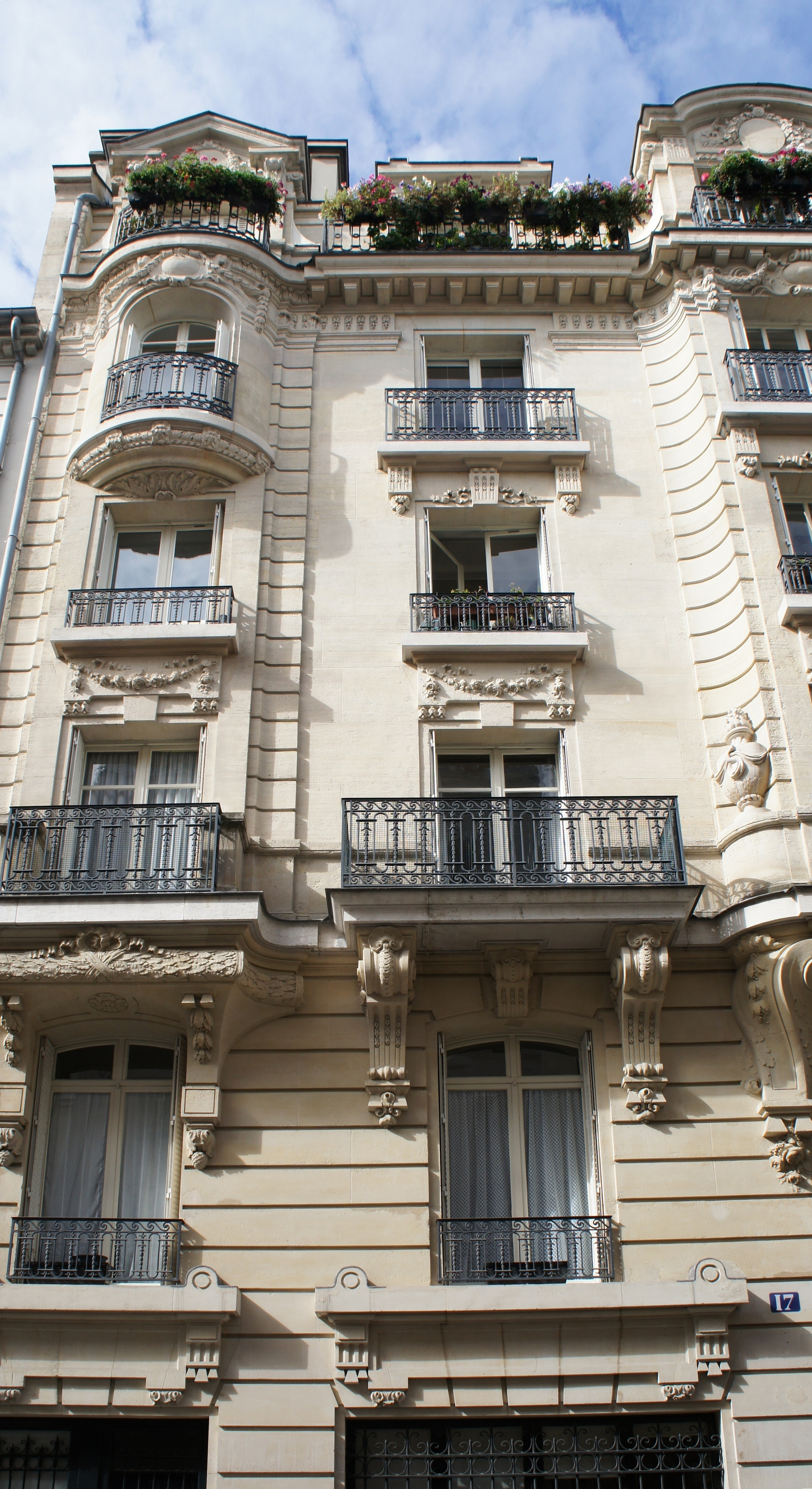
Rue Beautreillis 17 in Paris

Am 3. Juli 1971 verstarb Jim Morrison in Paris. Pamela Courson war die einzige offizielle Zeugin, die ihre Version der Nacht vom 2. auf den 3. Juli 1971 in einem Polizeibericht zu Protokoll gab: Demnach aßen Courson und Morrison gegen 21.00 Uhr in einem Café in der Nähe ihrer Wohnung zu Abend und gingen gegen 22.00 Uhr ins Kino. Zurück in der Wohnung hörten sie bis 2.30 Uhr Musik und gingen dann zu Bett. Wenig später wurde Courson von Morrisons Husten und Atembeschwerden geweckt. Courson wollte einen Arzt herbeirufen, aber Morrison lehnte ab und ging ins Badezimmer, um Wasser in die Badewanne einlaufen zu lassen. Courson schlief daraufhin wieder ein.
Nach eigener Aussage erwachte Courson am frühen Morgen gegen 6.00 Uhr und bemerkte, dass Morrison nicht neben ihr lag. Sofort lief sie ins Badezimmer und fand Jim Morrison ohne Lebenszeichen in der Badewanne vor. Sie versuchte erfolglos, ihn aus der Wanne zu ziehen, und musste erkennen, dass Morrison tot sein könnte. In Panik rief sie Alain Ronay an, mit dem Jim Morrison am Vortag zu Mittag gegessen hatte. Dieser wiederum verständigte seine Freundin, die Regisseurin Agnès Varda. Beide fuhren unverzüglich in die Rue Beautreillis. Die herbeigerufenen Rettungskräfte fanden Jim Morrison leblos im lauwarmen Wasser der Badewanne. Jegliche Wiederbelebungsversuche blieben erfolglos. 
Nach Aussage von Alain Ronay vertraute ihm Courson an, dass Morrison an diesem Abend Heroin geschnupft hatte und dass dies den Tod herbeigeführt haben könnte. Pamela Courson selbst hielt bis zu ihrem Tod an der offiziellen Version fest. Am 7. Juli 1971 wurde Jim Morrison auf dem Friedhof Père-Lachaise begraben. An der Beerdigung nahmen nur wenige Personen teil, darunter Alain Ronay, Agnès Varda und Pamela Courson. Morrison hatte in seinem Testament Courson als Erbin eingesetzt, doch Klagen gegen die Vollstreckung des Testaments zogen sich über die nächsten zwei Jahre hin.
Nach dem Tod von Morrison kehrte Courson in die Staaten zurück und wohnte bei einer befreundeten Publizistin in Sausalito und anschließend bei einer Journalistin in Muir Woods nahe San Francisco. 1973 lebte sie mit dem Filmstudenten Randy Ralston zusammen. Am 25. April 1974 starb Courson an einer Überdosis Heroin in einer Wohnung in Los Angeles, die sie mit zwei männlichen Freunden teilte. Sie wurde wie Jim Morrison nur 27 Jahre alt.
Coursons Eltern beabsichtigten, sie neben Morrison auf dem Friedhof Père Lachaise in Paris begraben zu lassen, aber aufgrund rechtlicher Komplikationen hinsichtlich des Transports der Leiche nach Frankreich veranlassten ihre Eltern eine Bestattung im Fairhaven Memorial Park in Santa Ana unter dem Namen Pamela Susan Morrison. Nach Coursons Tod erbten ihre Eltern Morrisons gesamtes Vermögen, aber ihre Nachlassverwaltung wurde später von Morrisons Eltern angefochten. 1979 vereinbarten beide Parteien, die Einnahmen aus dem Nachlass von Morrison untereinander gleichmäßig aufzuteilen.